# Пёнтковский, Камиль
Ками́ль Пёнтко́вский (пол. Kamil Piątkowski; род. 21 июня 2000, Ясло, Подкарпатское воеводство) — польский футболист, защитник австрийского клуба «Ред Булл» и сборной Польши.

## Клубная карьера
Воспитанник юношеских команды «Заглембе» (Любин). С 2018 года стал выступать за резервную команду «Заглембе» в четвертом по уровню национальном дивизионе, но в основную команду люблинского клуба не попал.
18 мая 2019 года на правах свободного агента перешел в клуб «Ракув», подписав с командой четырехлетний контракт. 18 августа 2019 года он дебютировал в Экстраклассе, выйдя на замену на 86-й минуте матча против «Лехии» (2:1). По итогам сезона 2020/21 выиграл с клубом Кубок Польши, сыграв в том числе в финальной игре против «Арки» (2:1). Также был признан лучшим молодым футболистом национального дивизиона.
Летом 2021 года перешел в состав австрийского «Ред Булла» (Зальцбург), подписав пятилетний контракт с клубом.

## Международная карьера
Дебют за национальную сборную Польши состоялся 28 марта 2021 в матче квалификации на чемпионат мира 2022 против сборную Андорры. В мае того же года попал в финальную заявку сборной на чемпионат Европы 2020, на котором все матчи провёл на скамейке запасных.

## Клубная статистика
| Клуб       | Сезон      | Лига         | Лига  | Лига | Кубок | Кубок | Европа | Европа | Другое | Другое | Итог  | Итог |
| Клуб       | Сезон      | Дивизион     | Матчи | Голы | Матчи | Голы  | Матчи  | Голы   | Матчи  | Голы   | Матчи | Голы |
| ---------- | ---------- | ------------ | ----- | ---- | ----- | ----- | ------ | ------ | ------ | ------ | ----- | ---- |
| Ракув      | 2019/20    | Экстракласса | 24    | 1    | 2     | 0     | —      | —      | —      | —      | 26    | 1    |
| Ракув      | 2020/21    | Экстракласса | 23    | 2    | 5     | 1     | —      | —      | —      | —      | 28    | 3    |
| Ракув      | Итог       | Итог         | 47    | 3    | 7     | 1     | —      | —      | —      | —      | 54    | 4    |
| Ред Булл   | 2021/22    | Бундеслига   | 13    | 0    | 1     | 0     | 2      | 0      | —      | —      | 16    | 0    |
| Общий итог | Общий итог | Общий итог   | 60    | 3    | 8     | 1     | 2      | 0      | 0      | 0      | 70    | 4    |

## Достижения

### Клубные

#### «Ракув»
- Обладатель Кубка Польши: 2020/21

#### «Ред Булл»
- Чемпион Австрии: 2021/22
- Обладатель Кубка Австрии: 2021/22

### Индивидуальные
- Молодой игрок года польской Экстраклассы: 2020/21